# Погреби (Польща)
Погреби (Поґреби, пол. Pogreby) — село в Польщі, у гміні Кліщелі Гайнівського повіту Підляського воєводства. Населення — 67 осіб (2011).

## Історія
Вперше згадується 1560 року.
У 1975—1998 роках село належало до Білостоцького воєводства.

## Демографія
Демографічна структура станом на 31 березня 2011 року:
|          | Загалом | Допрацездатний вік | Працездатний вік | Постпрацездатний вік |
| -------- | ------- | ------------------ | ---------------- | -------------------- |
| Чоловіки | 31      | 2                  | 14               | 15                   |
| Жінки    | 36      | 4                  | 5                | 27                   |
| Разом    | 67      | 6                  | 19               | 42                   |